# Fifield (Wisconsin)
Fifield – miasto w Stanach Zjednoczonych, w stanie Wisconsin, w hrabstwie Price.